# Schefflera setulosa
Schefflera setulosa är en araliaväxtart som beskrevs av Hermann August Theodor Harms. Schefflera setulosa ingår i släktet Schefflera och familjen araliaväxter. Inga underarter finns listade.